# Пищуховые пересмешники
Пищуховые пересмешники (лат. Cinclocerthia) — род птиц семейства пересмешниковых (Mimidae).

## Описание
Красновато-коричневые или коричневато-серые птицы с удлиненым и дуговидно изогнутым клювом. Гнездятся на деревьях. Яйца светло-зеленовато-синие.

## Систематика
Наиболее близким родом является Margarops. В состав рода включают два вида. Некоторые авторы рассматривают всего один вид Cinclocerthia ruficauda с шестью подвидами, а считая вид Cinclocerthia gutturalis одним из подвидов.
- Cinclocerthia gutturalis (Lafresnaye, 1843)
- Cinclocerthia ruficauda (Gould, 1836) — Коричневый пищуховый пересмешник

## Распространение
Встречаются на Малых Антильских островах.

## Палеонтология
В ископаемом состоянии известны из отложений возрастом между 2500 и 4500 лет на острове Антигуа